# Rin Kono
Rin Kono (河野臨) est un joueur de go professionnel japonais né en 1981 à Nishitōkyō.

## Titres
| Titre            | Années    |
| ---------------- | --------- |
| Titres nationaux | 4         |
| Tengen           | 2005-2007 |
| Coupe NEC        | 2008      |
| Ryusei           | 2009      |
| Total            | 5         |